# Alan (zespół muzyczny)
Alan – polski zespół muzyczny, wykonujący disco polo, istniejący w latach 1999-2017.

## Historia zespołu
Zespół Alan powstał w lipcu 1999 roku z inicjatywy Bogusława Andruszkiewicza i Mariusza Andruszkiewicza.
23 lipca 1999 roku, zespół był obecny po raz pierwszy na IV Ogólnopolskim Festiwalu Muzyki Disco Polo i Dance w Ostródzie 2000 i śpiewał piosenkę „O le o”.
W swojej dyskografii ma 3 albumy i liczne przeboje, w tym m.in.: „Sexy dziewczyna”, „Ja to lubię”, „Wszystko możesz mieć”, „Jestem dla ciebie”, „Zapach twój” czy „Uwierzmy w siebie”.
22 lipca 2000 roku, zespół był obecny po raz drugi na V Ogólnopolskim Festiwalu Muzyki Disco Polo i Dance w Ostródzie 2000 i śpiewał piosenkę „A ty skacz”.
Pod koniec sierpnia 2017 roku grupa Alan zakończyła karierę po 18 latach.

## Dyskografia

### Albumy
| Tytuł             | Rok  | Certyfikat | Sprzedaż |
| ----------------- | ---- | ---------- | -------- |
| Sexy dziewczyna   | 2000 |            |          |
| Uwierzmy w siebie | 2001 |            |          |
| Jestem dla ciebie | 2010 |            |          |